# هیکارو ناکاهارا
هیکارو ناکاهارا (ژاپنی: 中原 輝؛ زادهٔ ۸ ژوئیهٔ ۱۹۹۶) یک بازیکن فوتبال اهل ژاپن است.
از باشگاه‌هایی که در آن بازی کرده‌است می‌توان به باشگاه فوتبال رواسو کوماموتو و باشگاه فوتبال مونتدیو یاماگاتا اشاره کرد.